# Сивоконь, Сергей Иванович
Сергей Иванович Сивоконь (род. 17 августа 1933, Сормово) — русский литературный критик и литературовед, специалист по детской литературе, журналист.

## Биография
В 1953—1956 гг. учился в Военном институте иностранных языков (ВИИЯ). Окончив в 1960 году факультет журналистики МГУ, долгие годы (с 1961 г.) работает в журнале «Семья и школа». Автор книг, статей и очерков о творчестве Сергея Григорьева, Корнея Чуковского, Бориса Житкова, Самуила Маршака, Виталия Бианки, Аркадия Гайдара, Льва Кассиля, Агнии Барто, Виктора Драгунского, Андрея Некрасова, Л. Пантелеева, Николая Носова и других ведущих русских детских писателей XX века.

## Книги
- Сивоконь С. И. Весёлые ваши друзья: Очерки о юморе в советской литературе для детей. — М.: Детская литература, 1980. — 192 с. (Второе издание, дополненное и исправленное. — 1986. — 272 с.)
- Сивоконь С. И. Чуковский и дети. — М.: Знание, 1983. — 96 с.
- Сивоконь С. И. Уроки детских классиков: Очерки. — М.: Детская литература, 1990. — 286 с.

## Рецензии
- Тимофеева И. Н. 100 книг вашему ребенку : Беседы для родителей [печатный текст] / Тимофеева, Инесса Николаевна, Автор (Author); Публичная библиотека имени М. Е. Салтыкова-Щедрина (Москва), Автор (Author); Сивоконь, Сергей Иванович, Автор обозрения, рецензии (Reviewer); Фадеева, Елена Ивановна, Редактор (Editor); Гранова, Галина Николаевна, Редактор (Editor); Берникова, А. Ф., Технический редактор, типограф (Typographer); Крупская, Надежда Константиновна, Автор цитат или выдержек из текста (Author of quolations or text extracts). — Москва : Книга, 1987. — 255, [1] с.: ил., таблицы; 20 см. — (Библиотека для родителей) .- Библиография в подстрочных примечаниях.- 105000 экземпляров.- 80 к.